# Heterohyus
Heterohyus est un genre fossile de mammifère placentaire de la famille des Apatemyidae ayant existé de l'Éocène inférieur à l'Éocène supérieur.

## Description
Petite créature arboricole avec un index et un majeur allongés, elle ressemblait un peu à un aye-aye des temps modernes.

## Découverte
Son espèce type est Heterohyus armatus, décrit par Gervais.
Trois squelettes ont été découverts et datés du début de l'Éocène sur le gisement de Messel,,,, en Allemagne.